# Ana Polvorosa
Ana María Ruiz Polvorosa (Madrid, 14 de diciembre de 1987), conocida como Ana Polvorosa —hasta 2004 fue acreditada como Ana María Ruiz—, es una actriz española. Es conocida por interpretar a Lorena García García (García al cuadrado) en la serie Aída o a Sara Millán en la serie original de Netflix Las chicas del cable.

## Biografía
Ana Polvorosa nació en Madrid (España). Criada en Getafe, se formó actoralmente con profesionales como Gina Piccirilli, Fernando Piernas o Andrés Lima; y con Pablo Messiez en el conocido Pavón Teatro Kamikaze.
Aunque ha hecho teatro, cine y televisión, es en esta última donde adquirió reconocimiento por sus papeles fijos secundarios en series como Raquel busca su sitio, con Leonor Watling, Nancho Novo o Cayetana Guillén Cuervo; y en Javier ya no vive solo, protagonizada por Emilio Aragón.
Aunque la popularidad la alcanzó con el papel de Lorena García en Aída, por el que fue galardonada con el Premio Unión de Actores a mejor actriz secundaria en 2010, con tan sólo 22 años, donde aparecía con actores españoles de renombre, como Carmen Machi o Paco León, entre otros. Abandonó Aída en 2012, aunque volvió a interpretar a su personaje en el último episodio de la serie, que fue emitido a principios de junio de 2014.
Desde noviembre de 2012 hasta febrero de 2013 interpretó a Claudia de los Arcos en Fenómenos, en Antena 3. En junio de 2015 fichó por la cuarta temporada de Amar es para siempre, también en Antena 3, que comenzó a emitirse en septiembre, interpretando el papel de la peluquera Loli Real.
En cine ha participado en Escuela de seducción (2004), de Javier Balaguer; Atasco en la nacional (2007), de Josetxo San Mateo; Mentiras y gordas (2008), de Alfonso Albacete y David Menkes; No lo llames amor… llámalo X (2011), de Oriol Capel; y Mi gran noche (2015), de Álex de la Iglesia. En 2017 estrenó en el Festival de Berlín Pieles, dirigida por Eduardo Casanova.
En 2017 fichó por Netflix para ser una de las protagonistas de la serie Las chicas del cable, producida por Bambú Producciones, en la que se mantuvo durante las cinco temporadas. Por esta serie, ganó el premio de mejor actriz secundaria de televisión en los Premios de la Unión de Actores 2018.
En 2020 fichó por la serie La Fortuna, dirigida por Alejandro Amenábar y emitida en 2021 por Movistar+. Ese mismo año protagonizó el largometraje Con quién viajas, junto a Andrea Duro, Pol Monen y Salva Reina.
En 2021 dio comienzo el rodaje de la película La piedad, dirigida por Eduardo Casanova, donde comparte protagonismo con María León y Ángela Molina.

## Filmografía

### Cine
| Año  | Título                         | Personaje          | Notas        |
| ---- | ------------------------------ | ------------------ | ------------ |
| 2004 | Escuela de seducción           | Chica rombo        |              |
| 2007 | Atasco en la nacional          | Estíbaliz Montoro  |              |
| 2009 | Mentiras y gordas              | Marina             |              |
| 2011 | No lo llames amor... llámalo X | Lourdes Hinojosa   |              |
| 2015 | Mi gran noche                  | Yanire             |              |
| 2017 | Pieles                         | Samantha           |              |
| 2019 | A quien dices amar             | Bárbara            | Cortometraje |
| 2021 | Con quién viajas               | Ana                |              |
| 2022 | La piedad                      | Marta              |              |
| 2022 | Un hombre de acción            | Satur              |              |
| 2023 | Una vida no tan simple         | Sonia              |              |
| 2024 | Un mal día lo tiene cualquiera | Sonia García Vidal |              |

### Televisión
| Año             | Título                    | Personaje                  | Notas                                                                                       |
| --------------- | ------------------------- | -------------------------- | ------------------------------------------------------------------------------------------- |
| 2000            | Nada es para siempre      | Margarita                  | 1 episodio                                                                                  |
| 2000            | Raquel busca su sitio     | Marta                      | Recurrente; 25 episodios                                                                    |
| 2001            | ¡Ala... Dina!             | Luciérnaga                 | 1 episodio                                                                                  |
| 2002–2003       | Javier ya no vive solo    | Carolina                   | Recurrente; 26 episodios                                                                    |
| 2003            | Hospital Central          | Jara Vaquero               | 1 episodio                                                                                  |
| 2003–2004       | Ana y los siete           | Blanca                     | Recurrente (temporadas 3-4); 18 episodios                                                   |
| 2004            | El Comisario              | Ana María                  | 1 episodio                                                                                  |
| 2005–2012; 2014 | Aída                      | Lorena García García       | Elenco principal (temporadas 1-9) (temporada 10, capítulo final de la serie); 174 episodios |
| 2012–2013       | Fenómenos                 | Claudia de los Arcos       | Elenco principal; 9 episodios                                                               |
| 2015–2016       | Amar es para siempre      | Loli Real Sánchez          | Elenco principal (temporada 4); 254 episodios                                               |
| 2017–2020       | Las chicas del cable      | Sara Millán / Óscar Millán | Elenco principal; 42 episodios                                                              |
| 2021            | La Fortuna                | Lucía Vallarta             | Protagonista; 6 episodios                                                                   |
| 2023            | Tú también lo harías      | Rebeca Quirós              | Elenco principal; 8 episodios                                                               |
| 2024            | La última noche en Tremor | Judy Garmendia             | Protagonista; 8 episodios                                                                   |

### Teatro
- Olvida los tambores (2007), de Ana Diosdado.
- Hoy no me puedo levantar (2013–2014), de Nacho Cano.

## Premios y nominaciones
Premios Feroz
| Año  | Categoría                              | Película             | Resultado |
| ---- | -------------------------------------- | -------------------- | --------- |
| 2017 | Mejor actriz de reparto en una serie   | Las chicas del cable | Nominada  |
| 2022 | Mejor actriz protagonista en una serie | La Fortuna           | Nominada  |

Premios de la Unión de Actores
| Año  | Categoría                             | Película             | Resultado |
| ---- | ------------------------------------- | -------------------- | --------- |
| 2010 | Mejor actriz secundaria de televisión | Aída                 | Ganadora  |
| 2011 | Mejor actriz secundaria de televisión | Aída                 | Ganadora  |
| 2018 | Mejor actriz secundaria de televisión | Las chicas del cable | Ganadora  |

Festival Internacional de Cine Lésbico y Gai de Madrid
| Año  | Categoría                                              | Película          | Resultado |
| ---- | ------------------------------------------------------ | ----------------- | --------- |
| 2009 | Premio LesGay de Interpretación (ex aequo Mario Casas) | Mentiras y gordas | Ganadora  |